# Nevile Henderson
Sir Nevile Meyrick Henderson, KCMG (Sedgwick, 10 de junio de 1882 – Londres, 30 de diciembre de 1942), fue un diplomático británico que ejerció el cargo de embajador del Reino Unido en Alemania de 1937 a 1939.

## Biografía

### Primeros destinos
Tercer hijo de Robert y Emma Henderson, nació en Sedgwick Park, cerca de Horsham (Sussex). En 1905, tras asistir al Eton College, accedió a la carrera diplomática. Ejerció de enviado en Francia de 1928 a 1929, y de 1929 a 1935 fue enviado extraordinario y ministro plenipotenciario para el Reino de Yugoslavia, y cayó en gracia al rey Alejandro I y al príncipe Pablo Karađorđević. En 1935 fue nombrado embajador en Buenos Aires (Argentina).

### Embajador en Berlín

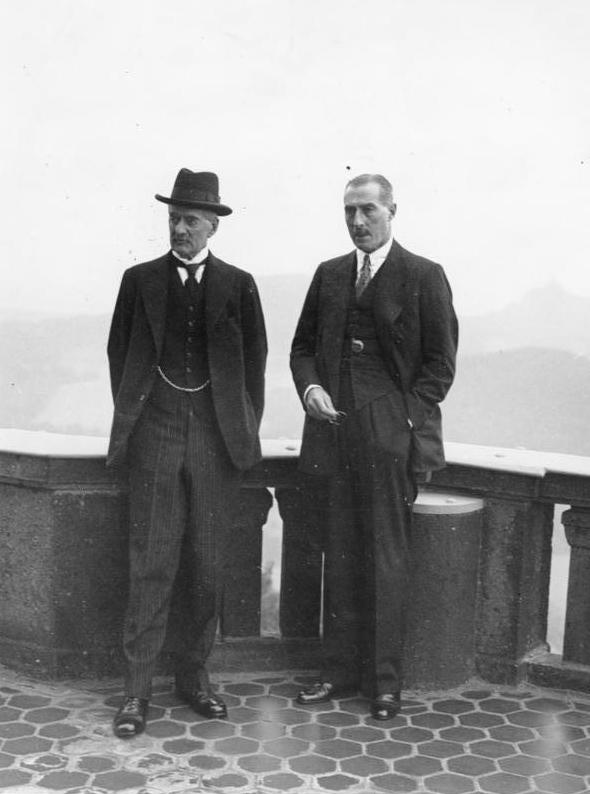
Nevile Henderson (derecha) con Neville Chamberlain en los preparativos del Acuerdo de Múnich (septiembre de 1938)

Miembro del Partido Conservador, alcanzó la cúspide de su carrera el 28 de mayo de 1937, cuando fue nombrado Embajador de Gran Bretaña ante el Tercer Reich. En calidad de tal, creía que se podía controlar a Adolf Hitler y empujarlo hacia la paz y la cooperación con los Estados occidentales; en febrero de 1939, envió el siguiente telegrama al Foreign Office de Londres:

"If we handle him [Hitler] right, my belief is that he will become gradually more pacific. But if we treat him as a pariah or mad dog we shall turn him finally and irrevocably into one".
"Si lo tratamos correctamente [a Hitler], creo que poco a poco se tornará más pacífico. Pero si lo tratamos como a un paria o un perro rabioso lo convertiremos definitiva e irremediablemente en ello".

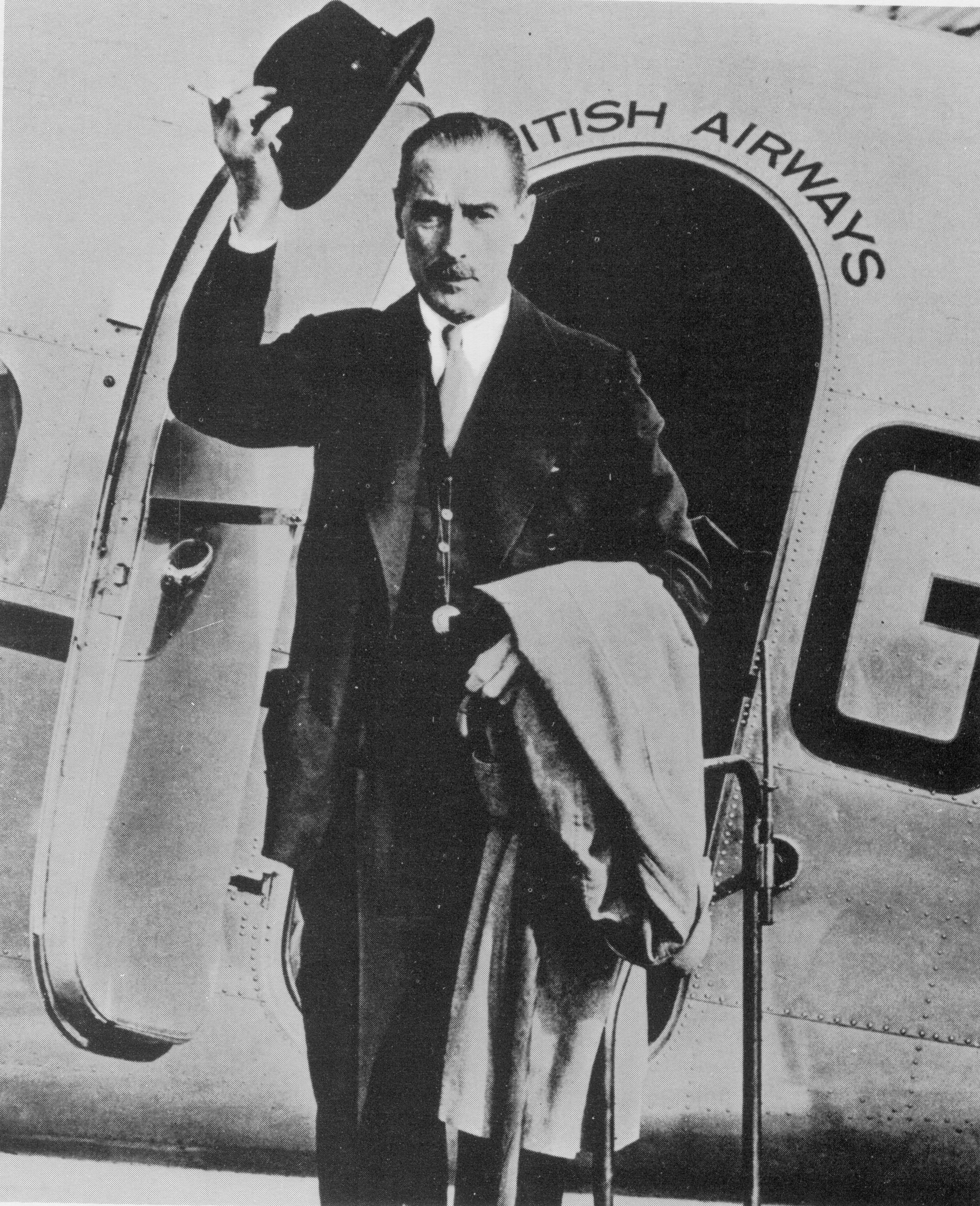
Henderson partiendo del aeropuerto de Croydon hacia Berlín (agosto de 1939).

Defensor de la política de apaciguamiento, durante la Conferencia de Múnich de 1938 recomendó al primer ministro británico Neville Chamberlain la "línea blanda" para con los nazis. Poco después regresó a Londres para someterse a tratamiento médico. Cuando volvió a Berlín, en febrero de 1939, su salud era aún precaria; probablemente ya padecía cáncer, enfermedad que le causaría la muerte a finales de 1942.
La noche del 30 de agosto de 1939, Henderson mantuvo una reunión muy tensa con el ministro de Asuntos Exteriores alemán, Joachim von Ribbentrop: este último presentó su "oferta final" a medianoche y advirtió a Henderson de que, si no recibía respuesta antes del amanecer, consideraría rechazado su ultimátum. El historiador estadounidense Gerhard Weinberg describe la escena de la siguiente manera: "Cuando Ribbentrop se negó a entregar una copia de las demandas alemanas al embajador británico en la medianoche del 30 al 31 de agosto de 1939, ambos estuvieron a punto de llegar a las manos. El embajador Henderson, que durante mucho tiempo había defendido las concesiones a Alemania, reconoció que se trataba de una coartada que el gobierno alemán había preparado para una guerra que estaba decidido a iniciar. No es de extrañar que Henderson se enfadara; von Ribbentrop, por el contrario, veía la guerra venir y se fue a casa radiante".
Mientras negociaba con el embajador polaco Józef Lipski y le aconsejaba avenirse a las pretensiones territoriales de Alemania, como había hecho con motivo del Anschluss con Austria y la ocupación de Checoslovaquia, Alemania organizó el incidente de Gleiwitz y la invasión de Polonia comenzó el 1 de septiembre. Henderson tuvo que entregar a Ribbentrop el ultimátum final de Gran Bretaña en la mañana del 3 de septiembre de 1939, que decretaba el estado de guerra entre las dos potencias si las hostilidades entre Berlín y Varsovia no cesaban antes de las once de la mañana. Los alemanes no respondieron y a las 11.15 horas Neville Chamberlain firmó oficialmente la declaración de guerra. Tras esta decisión, Henderson y su equipo fueron encarcelados durante unos días por la Gestapo; liberados el 7 de septiembre, regresaron inmediatamente a Gran Bretaña.

### Tras el estallido de la guerra
A su regreso a Londres, Henderson solicitó otro puesto de embajador, pero le fue denegado. En 1940 escribió el libro Failure of a Mission: Berlin 1937–1939, en el que aún tenía palabras de elogio para algunos jerarcas del régimen nazi, como Hermann Göring, aunque se mostraba poco elogioso con Ribbentrop.
Henderson murió el 30 de diciembre de 1942 de un cáncer que padecía desde 1938. Informado por sus médicos de que le quedaban unos seis meses de vida, escribió unas memorias diplomáticas llenas de anécdotas tituladas Water under the Bridges, que se publicaron póstumamente en 1945. En su capítulo final defiende su labor en Berlín y la política de "apaciguamiento", elogia a Chamberlain por ser "un hombre honesto y valiente" y defiende el Acuerdo de Múnich alegando que Gran Bretaña era demasiado débil militarmente en 1938 como para haber plantado cara a Hitler.

## Publicaciones
- Henderson, N. (1941). Failure of a Mission: Berlin 1937–1939. Londres: Readers Union.
- Henderson, N. (1945). Water under the Bridges. Londres: Hodder & Stoughton.